# Barnwell All Saints
Barnwell All Saints var en civil parish fram till 1935 när blev den en del av Barnwell, i grevskapet Northamptonshire, i England. Civil parish var belägen 7 km från Thrapston och hade 92 invånare år 1931.